# Limnodynastes
Genre
Synonymes
- Wagleria Girard, 1853
- Heliorana Steindachner, 1867
- Ranaster Macleay, 1878
- Megistolotis Tyler, Martin & Davies, 1979

Limnodynastes est un genre d'amphibiens de la famille des Limnodynastidae.

## Répartition
Les 11 espèces de ce genre se rencontrent dans l'est de l'Australie et dans le sud de la Nouvelle-Guinée.

## Liste des espèces
Selon Amphibian Species of the World (19 novembre 2016) :
- Limnodynastes convexiusculus (Macleay, 1878)
- Limnodynastes depressus Tyler, 1976
- Limnodynastes dorsalis (Gray, 1841)
- Limnodynastes dumerilii Peters, 1863
- Limnodynastes fletcheri Boulenger, 1888
- Limnodynastes interioris Fry, 1913
- Limnodynastes lignarius (Tyler, Martin & Davies, 1979)
- Limnodynastes peronii (Duméril & Bibron, 1841)
- Limnodynastes salmini Steindachner, 1867
- Limnodynastes tasmaniensis Günther, 1858
- Limnodynastes terraereginae Fry, 1915

## Publication originale
- Fitzinger, 1843 : Systema Reptilium, fasciculus primus, Amblyglossae. Braumüller et Seidel, Wien, p. 1-106. (texte intégral).